# Hypothemis hageni
Hypothemis hageni är en trollsländeart som beskrevs av Karsch 1889. Hypothemis hageni ingår i släktet Hypothemis och familjen segeltrollsländor. IUCN kategoriserar arten globalt som otillräckligt studerad. Inga underarter finns listade i Catalogue of Life.